# Розумний годинник

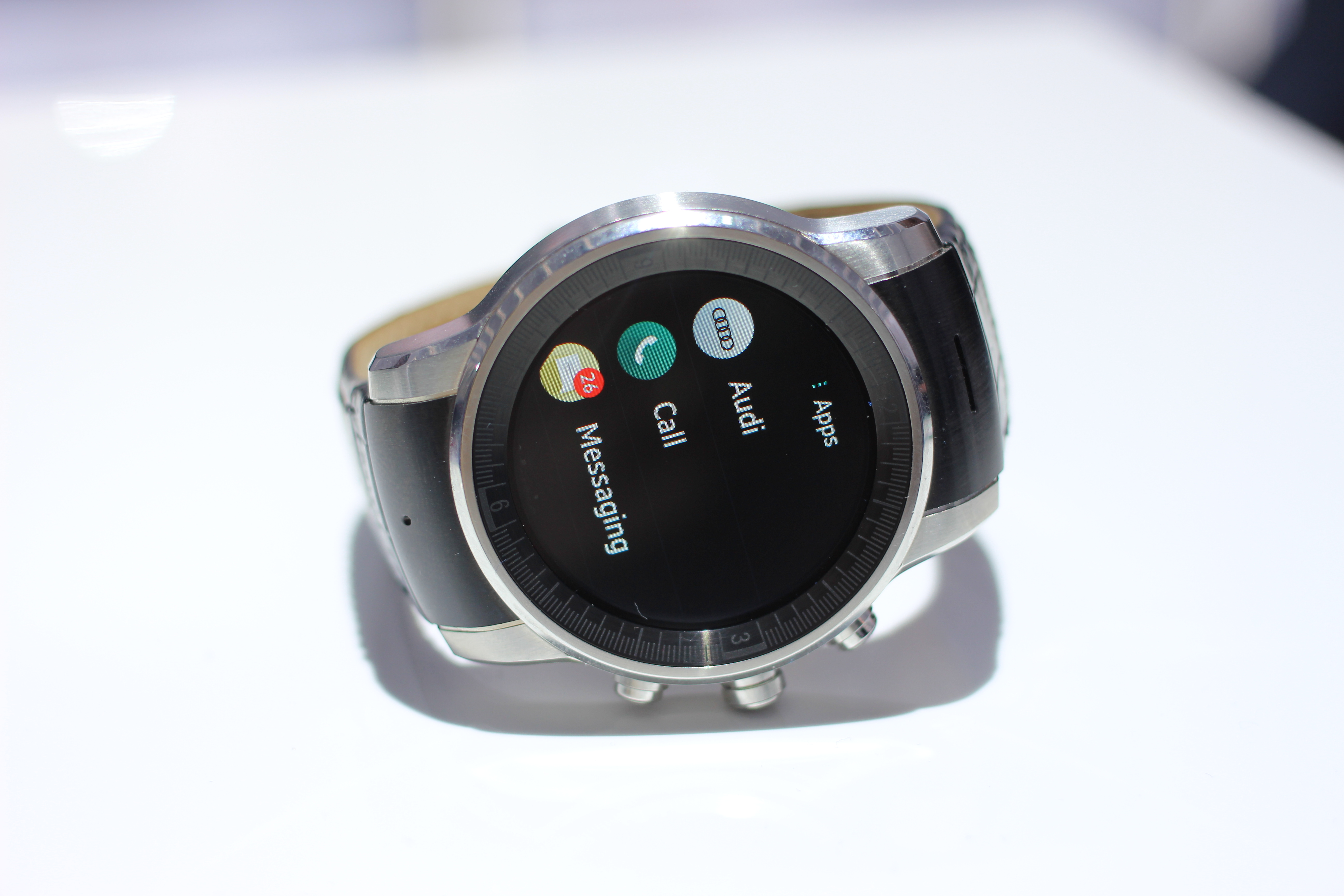
Роз́умний год́инник - активовано МЕНЮ

Роз́умний год́инник (англ. Smartwatch, розмовне смартгодинник)  — комп'ютеризований наручний пристрій, який окрім вимірювання часу виконує додаткові функції: відтворення музики, прийом сповіщень та дзвінків з мобільного телефону, відстеження маршрутів, збір інформації з вбудованих та зовнішніх датчиків (наприклад, акселерометру, термометру) тощо.

## Класифікація
Розумні годинники розрізняють за цільовим призначенням та за автономністю.

### За цільовим призначенням
За цільовим призначенням виділяються годинники для загальних потреб та спортивні годинники. Пристрої для загальних потреб можуть виконувати функції камери, акселерометра, термометра, хронографа, калькулятора, GPS навігатора, плеєра, мати доступ до Інтернету. Спортивні годинники, окрім названих функцій, мають додаткові, призначені для ведення активного способу життя. Спортивні годинники сумісні з моніторами серцевого ритму, датчиками обертання педалей велосипеда. Спеціальні програми дозволяють відстежувати та записувати фізичну активність користувача.
Приклади розумних годинників для загальних потреб: Samsung Galaxy Gear, Sony SmartWatch, Pebble, Qualcomm Toq.
Спортивні годинники: Motorola MotoACTV, Nike SportWatch та FuelBand, Adidas miCoach Smart Run.

### За автономністю
Сучасні розумні годинники є додатковими пристроями для мобільних телефонів або самостійними гаджетами, що іноді навіть замінюють телефон. Розумні годинники відомих компаній відносяться до першого виду. Більшість з них поєднуються зі смартфоном за технологією Bluetooth та виконують функцію додаткового екрана на зап'ясті користувача. Дисплеї деяких розумних годинників (наприклад, I'm Watch та Sony) відключаються, коли годинники не під'єднані до телефону.
Автономні розумні годинники розповсюджені на китайському ринку електроніки.

## Українські розробки
Зважаючи на ріст популярності даної технології, вітчизняні розробники також зробили свій внесок в розвиток індустрії. Розробка EMwatch від київського стартапа Force Emotion не тільки робить заміри показників життєдіяльності чи результатів спортивних тренувань, а й аналізує тиск, пульс і статистику рівня стресу. На основі цих показників "розумний годинник" може дати поради щодо покращення самопочуття. Розробником продукту став IT-підприємець Ілля Кенігштейн. В EMwatch вбудовані 20 параметрів для перевірки стану людини і близько 300 науково обгрунтованих порад для зниження рівня стресу. 